# My Method Actor
| Совокупная оценка    | Совокупная оценка |
| Источник             | Оценка            |
| -------------------- | ----------------- |
| Metacritic           | 85/100            |
| Оценки критиков      |                   |
| Источник             | Оценка            |
| AllMusic             | [ 2 ]             |
| Exclaim!             | 8/10              |
| The Line of Best Fit | 8/10              |
| NME                  | [ 5 ]             |
| Pitchfork            | 8.5/10            |
| Uncut                | 8/10              |

My Method Actor — третий студийный альбом британской певицы и гитаристки Нилюфер Яньи, вышедший 13 сентября 2024 года на лейбле Ninja Tune. Это первый альбом Яньи на этом лейбле, следующий за её альбомом 2022 года Painless. Альбому предшествовали синглы «Like I Say (I Runaway)», «Method Actor», «Call It Love», «Mutations», «Made Out Of Memory» и «Just A Western».
Альбом получил положительные отзывы музыкальных критиков и был включён в списки лучших альбомов года многими изданиями, включая Exclaim!, Uncut, Pitchfork, Under the Radar.

## Композиция
Выпустив и отправившись в турне в поддержку своего второго альбома Painless, Нилюфер Янья оказалась не только между альбомами, но и между лейблами и домами. Когда через несколько месяцев, в 2023 году, она почувствовала себя готовой начать с нуля работу над новой порцией песен, она собралась вместе с Вильмой Арчер (Sudan Archives, Celeste), которой участвовал в создании обоих её предыдущих пластинок, и решила сделать это дело вдвоём, не обращаясь ни к кому другому. (Гости все же появляются на струнных, педальной слайд-гитаре и ударных в нескольких треках). Написанная и записанная на сессиях в Лондоне, Истборне и Уэльсе, пластинка My Method Actor — дебютная работа Яни на Ninja Tune — получилась ещё более интимной и рефлексивной, чем её предшественница. Название альбома было дано в связи с идеей о том, что мы ведём себя по-разному в окружении других людей и в отсутствие публики, а также когда мы входим в разные пространства головы.

## Отзывы
Альбом получил положительные отзывы музыкальных критиков и интернет-изданий и был включён в списки лучших альбомов года многими изданиями, включая Exclaim!, Uncut, Pitchfork, Under the Radar. На интернет-агрегаторе Metacritic, который присваивает нормализованный рейтинг из 100 баллов по рецензиям основных изданий, альбом получил средний балл 85, основанный на нескольких профессиональных рецензиях.
Мэтью Шниппер из Pitchfork отмечает: «В своём третьем и лучшем альбоме, My Method Actor, она повзрослела, нашла себя, остыла — как бы вы это ни называли, это сделало её музыку более триумфальной, менее нервной. Это альбом, в котором чувствуется повседневная роскошь, коллекция песен, настолько уверенных в себе, что кажется, будто они существовали всегда, и Яня просто вырвала их из воздуха, чтобы подарить вам». Джон Амен из The Line of Best Fit написал: «Если Painless источает магию артиста, открывающего для себя новые плато, то My Method Actor — это усовершенствование этих теперь уже интегрированных склонностей».
Марси Донелсон написал в AllMusic, что «Размышляя на протяжении всего альбома, My Method Actor погружается в экзистенциальные вопросы с начальной строкой „What are you looking for?“ в „Keep On Dancing“. Конфронтационный, в основном акустический трек, он добавляет пульсирующий бас, электрогитару и дополнительные слои вокала для более эмфатической заключительной трети. Янья продолжает искать ответы в синкопированной „Method Actor“, с её смесью грунтовых гитарных тонов, воздушной педальной стали и шекспировских образов, затем она спрашивает „Трудно ли было остаться?“ в скачущей „Mutations“ и задаётся вопросом „Ты чувствуешь грусть? …. Ты злишься?“ в бесплотной, усиленной струнами „Faith’s Late“, самой близкой к камерной R&B балладе в этом сете. Стрип-даун, шатающийся финальный трек „Wingspan“ завершает альбом заявлением: „Вот и судьба“. В сочетании с оживлёнными акустическими ритмами и зачастую загадочной лирикой, My Method Actor — это мягкий, испытующий взгляд Яни, чья мечтательная паутина акустических инструментов и электронных акцентов настойчиво манит и в то же время притягивает».

### Итоговые списки
| Публикация      | Список                     | Ранг | Ссылка |
| --------------- | -------------------------- | ---- | ------ |
| Exclaim!        | 50 Best Albums of 2024     | 14   | [ 12 ] |
| Uncut           | 80 Best Albums of 2024     | 55   | [ 13 ] |
| Pitchfork       | The 50 Best Albums of 2024 | 13   | [ 14 ] |
| Under the Radar | Top 100 Albums of 2024     | 2    | [ 15 ] |

## Список композиций
Слова и музыка всех песен — Nilüfer Yanya и Will Archer.
| №                   | Название                 | Длительность |
| ------------------- | ------------------------ | ------------ |
| 1.                  | «Keep on Dancing»        | 2:08         |
| 2.                  | «Like I Say (I Runaway)» | 2:57         |
| 3.                  | «Method Actor»           | 3:51         |
| 4.                  | «Binding»                | 5:16         |
| 5.                  | «Mutations»              | 4:16         |
| 6.                  | «Ready for Sun (Touch)»  | 5:33         |
| 7.                  | «Call It Love»           | 4:53         |
| 8.                  | «Faith's Late»           | 4:49         |
| 9.                  | «Made Out of Memory»     | 3:34         |
| 10.                 | «Just a Western»         | 4:29         |
| 11.                 | «Wingspan»               | 2:27         |
| Общая длительность: | Общая длительность:      | 44:13        |

## Персонал
Музыканты
- Нилюфер Янья — вокал
- Уилл Арчер — электрогитара

## Позиции в чартах
| Чарт (2024)                                  | Высшая позиция |
| -------------------------------------------- | -------------- |
| Бельгия/Фландрия (Ultratop)                  | 109            |
| Шотландия (Scottish Albums Chart)            | 11             |
| Великобритания (UK Albums Chart)             | 53             |
| Великобритания (UK Independent Albums Chart) | 1              |